# نوکومیس (فلوریدا)
نوکومیس (به انگلیسی: Nokomis) یک منطقهٔ مسکونی در ایالات متحده آمریکا است که در شهرستان ساراسوتا، فلوریدا واقع شده‌است. نوکومیس ۵٫۰ کیلومتر مربع مساحت و ۳٬۱۶۷ نفر جمعیت دارد و ۳ متر بالاتر از سطح دریا واقع شده‌است.